# 3,7-Dimethyloctan-1-ol
3,7-Dimethyloctan-1-ol ist eine chemische Verbindung aus der Gruppe der Alkohole.

## Vorkommen

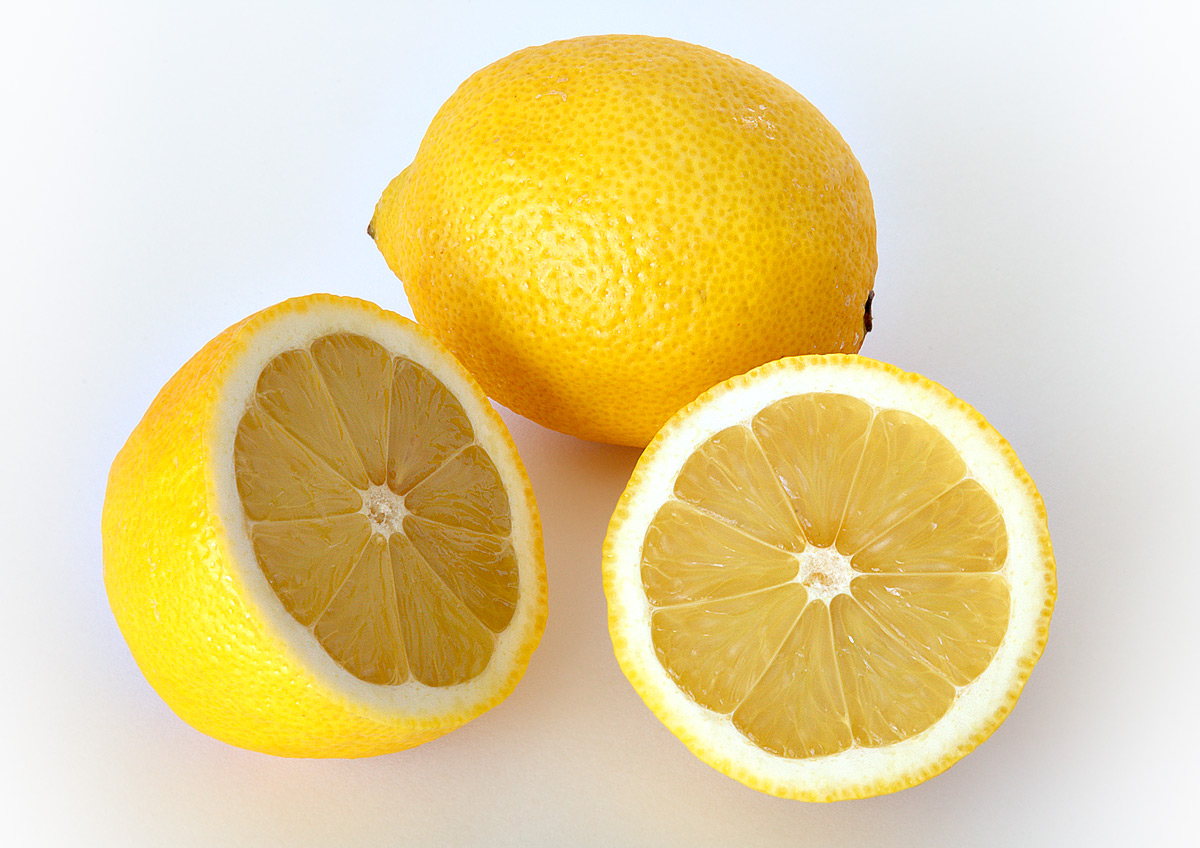
Zitrusöle enthalten natürlicherweise 3,7-Dimethyloctan-1-ol

3,7-Dimethyloctan-1-ol kommt natürlich in Zitrusölen, Honig und Reis (Oryza sativa L.) vor.

## Gewinnung und Darstellung
3,7-Dimethyloctan-1-ol kann durch Hydrierung von Geraniol, Citronellol oder Citronellal gewonnen werden.

## Eigenschaften
3,7-Dimethyloctan-1-ol ist eine brennbare, schwer entzündbare, hygroskopische, farblose Flüssigkeit mit blumigem Geruch, die praktisch unlöslich in Wasser ist.

## Verwendung
3,7-Dimethyloctan-1-ol wird als Duftstoff und als antimikrobiell wirksamer Stoff verwendet.

## Sicherheitshinweise
Für eine toxikologische Bewertung liegen zurzeit keine ausreichenden Untersuchungen vor.